# Лукес, Кристиан
Кристиан Лукес (англ. Christian Lukes; 28 июля 1969, Вертинген, ФРГ) — бывший немецкий профессиональный хоккеист, защитник.

## Биография
Свою карьеру начал в составе молодежной команды клуба Кауфбойрен, первую игру за первую команду провел в сезоне 1988/89, его клуб занял последнее место, а в «Кауфбойрени» Кристиан задержался в 1993 году, вернувшись в Бундеслиги вместе с клубом. В сезоне 1993/94 перешел в ЭС Хедос из Мюнхена, в тот же год стал чемпионом Германии, после прекращения существования последней перешел в «Маннхаймер ЭРК».
В составе «орлов» Кристиан провел шесть сезонов и четыре раза стал чемпионом Германии 1997, 1998, 1999 и 2001 годов. В 2001 году Лукес переходит в «Аугсбург Пантерc», где он закончил свою карьеру в сезоне 2003/04.